# Pilangsari (Jatibarang)
Pilangsari is een bestuurslaag in het regentschap Indramayu van de provincie West-Java, Indonesië. Pilangsari telt 3855 inwoners (volkstelling 2010).